# Rodenstock Imagon

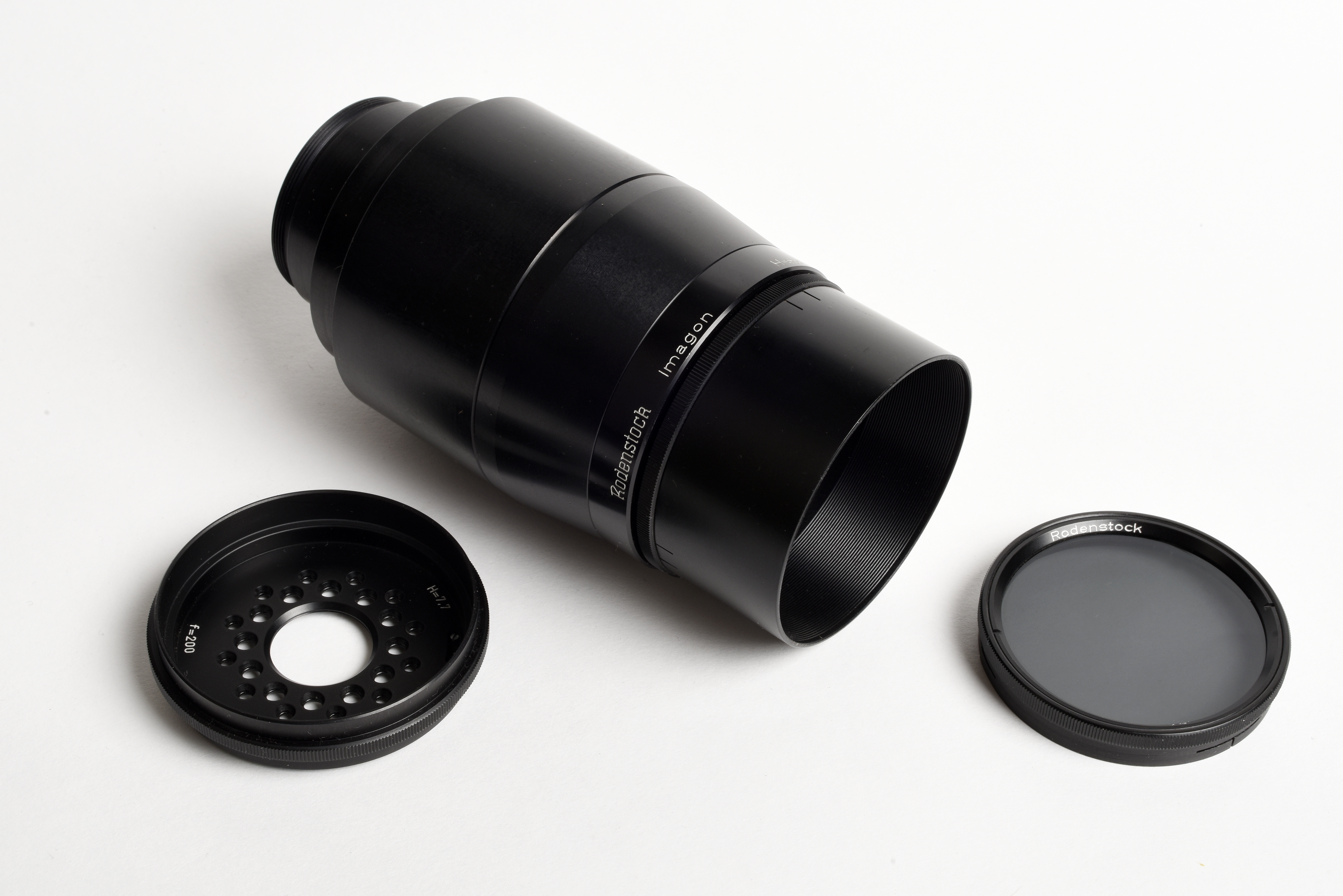
Rodenstock Imagon

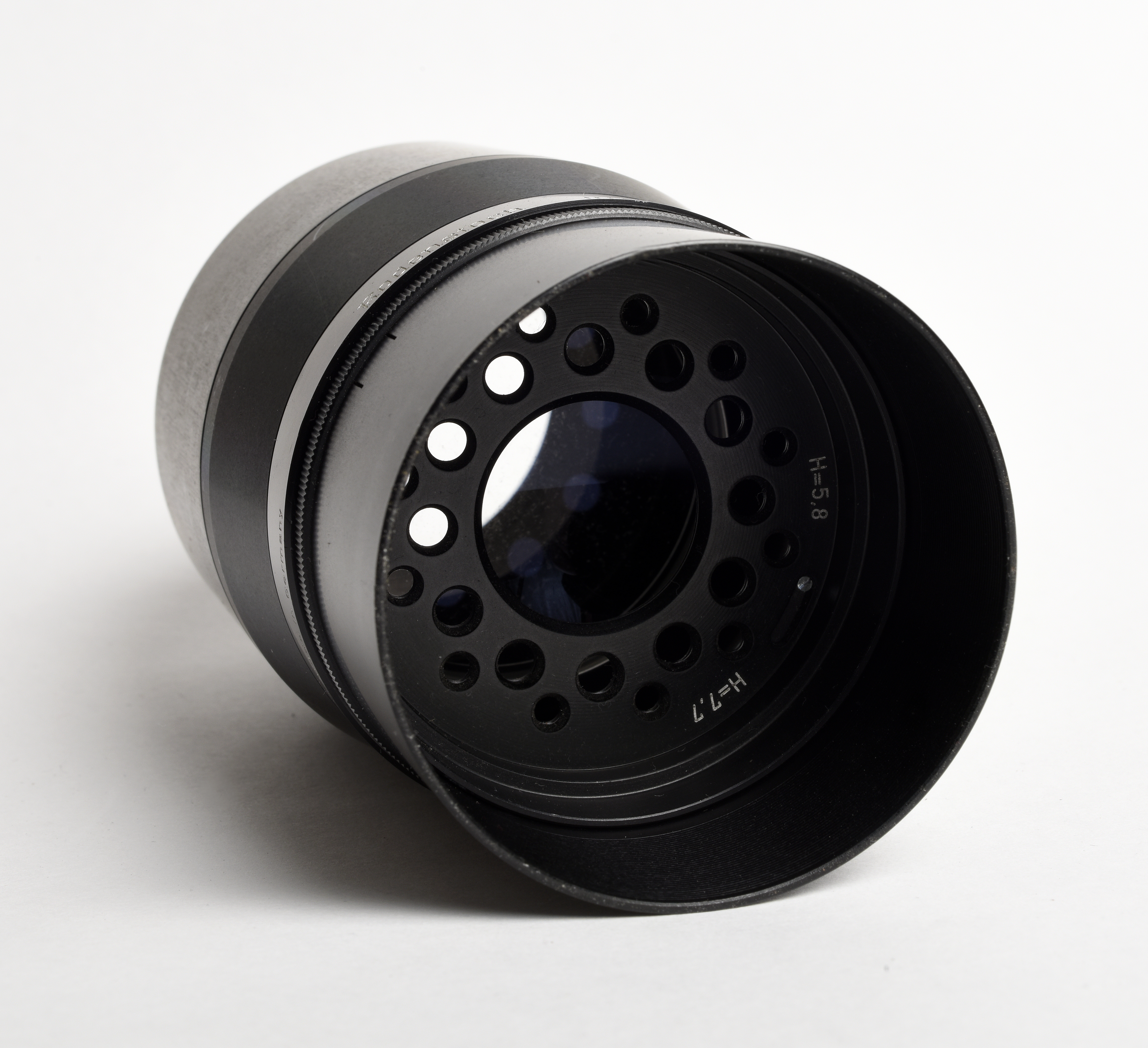
Rodenstock Imagon

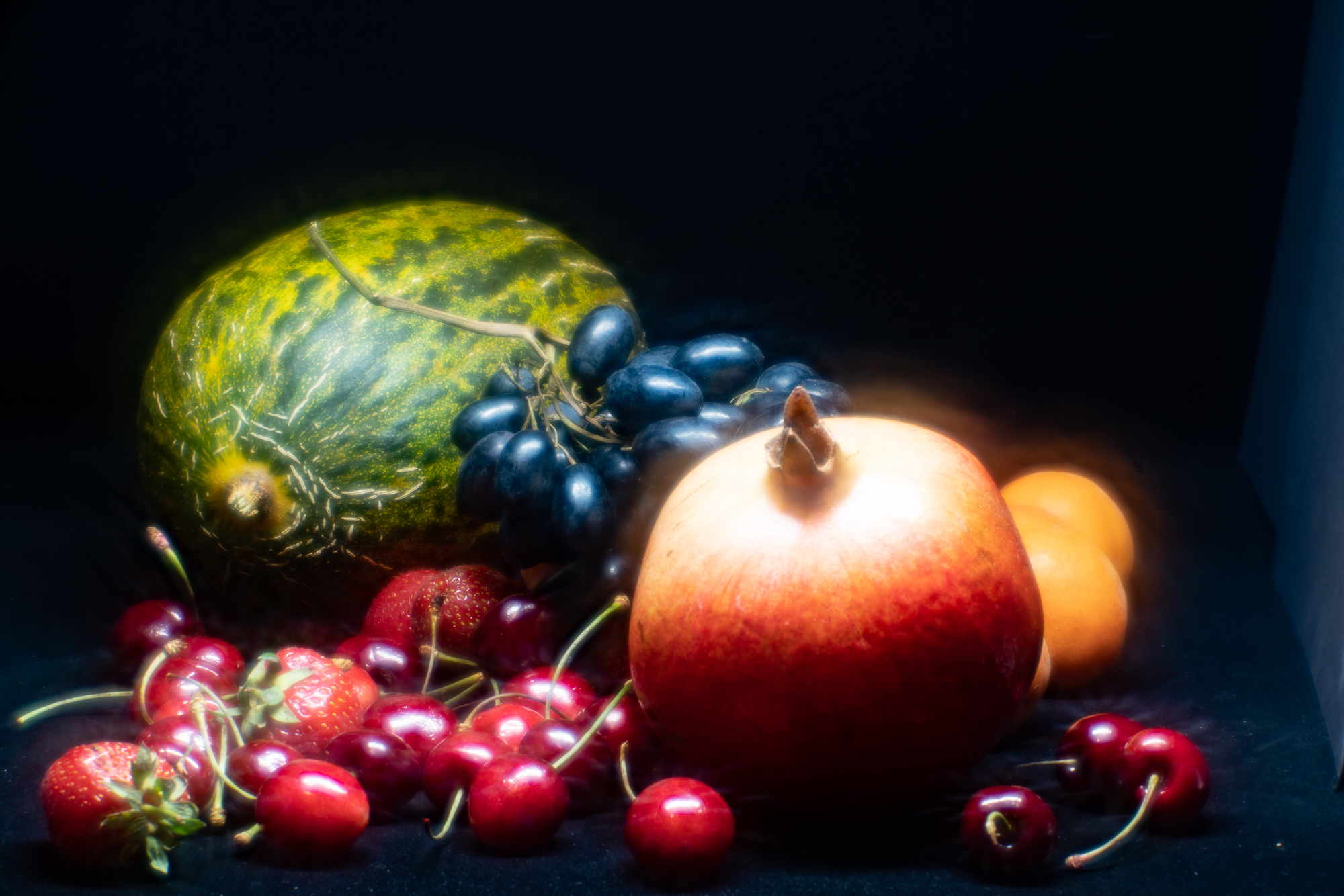
Stillleben, aufgenommen mit einem Rodenstock Imagon an einer Sony DSLM

Das Rodenstock Imagon ist ein professionelles Weichzeichnerobjektiv, das von 1931 bis in die 1990er Jahre in verschiedenen Brennweiten für Kleinbild-, Mittel- und Großformatkameras von der Rodenstock GmbH angeboten wurde. Konstruiert wurde das Imagon von Franz Staeble, dem Gründer des Staeble-Werks, unter Anregung von Heinrich Kühn.
Das Objektiv hat nur zwei verkittete Linsen und ist so konstruiert, dass die Abbildungsfehler bis auf die sphärische Aberration weitgehend korrigiert sind.
Durch die sphärische Aberration wird dem scharfen Bild ein diffuses unscharfes Bild überlagert, wodurch der Weichzeichnereffekt erzielt wird. Der Effekt kann durch Siebblenden, die mit dem Objektiv geliefert wurden, kontrolliert werden.
Das Imagon für das Großformat wurde mit bis zu zwei Siebblenden ausgeliefert, wohingegen das Imagon für das Mittelformat standardmäßig mit drei Siebblenden ausgeliefert wurde. Alle Siebblenden verfügen über eine zentrale Öffnung, die eine scharfe Abbildung erzeugt. Die zweireihig, konzentrisch angeordneten Randlöcher erzeugen Unschärfen, deren Grad stufenlos einstellbar ist. Die Siebblenden werden jeweils mit zwei Werten bezeichnet. Der niedrigere Wert entspricht dabei dem „Helligkeitswert“ bei geöffneter Siebblende, der höhere Wert entspricht dem „Helligkeitswert“ bei geschlossener Siebblende. Die kleine Siebblende H=9.5/11.5 eignet sich insbesondere für das Kleinbildformat, während sich die mittlere und die große Siebblende (H=7.7/9.5 und H=5.8/7.7) insbesondere für das Mittel- und das Großformat eignen.
Das nebenstehende Stillleben wurde mit einem Imagon f/200 bei voll geöffneter Siebblende H=7.7/H=9.5 mit einer Systemkamera aufgenommen. Die für das Vollformat eigentlich zu große Siebblende überzeichnet die Effekte, was diese leichter ins Auge springen lässt.  